# Vanzosaura savanicola
Espèce
Vanzosaura savanicola est une espèce de sauriens de la famille des Gymnophthalmidae.

## Répartition
Cette espèce est endémique du Brésil. Elle se rencontre dans le biome du Cerrado.

## Étymologie
Son nom d'espèce formé à partir de savani, « la savane », et du latin cola, « habitant », lui a été donné en référence à son habitat dans les savanes du Cerrado.

## Publication originale
- Recoder, Pinho-Werneck, Texeira Jr, Colli, Sites & Rodrigues, 2014 : Geographic variation and systematic review of the lizard genus Vanzosaura (Squamata, Gymnophthalmidae), with the description of a new species. Zoological Journal of the Linnean Society, vol. 171, no 1, p. 206–225.